# Nuottaamajärvi
Nuottaamajärvi eller Nuottamajärvi är en sjö i Finland. Den ligger i kommunen Enare i landskapet Lappland, i den norra delen av landet, 1 000 km norr om huvudstaden Helsingfors. Nuottamajärvi ligger 154,5 meter över havet. Arean är 40,6 hektar och strandlinjen är 6,71 kilometer lång. Sjön  ingår i Pasvik älvs huvudavrinningsområde. 